# Stewart Alsop
Stewart Alsop (geboren am 17. Mai 1914 in Avon, Connecticut; gestorben am 26. Mai 1974 in Bethesda, Maryland) war ein amerikanischer Journalist.
Alsop studierte an der Yale University (B.A. 1936) und arbeitete anschließend zunächst als Lektor beim New Yorker Verlag Doubleday Doran & Company. Nach Ausbruch des Zweiten Weltkriegs meldete er sich freiwillig zur U.S. Army, wurde aber aus medizinischen Gründen ausgemustert. So ließ er sich stattdessen von der britischen Armee verpflichten und diente zunächst als Infanterieoffizier an der italienischen Front. 1944 wurde er schließlich doch zum Dienst in der U.S. Army zugelassen und umgehend einer vom Nachrichtendienst Office of Strategic Services gelenkten Spezialeinheit zugeteilt, die wenige Tage nach dem D-Day mit dem Fallschirm hinter den deutschen Reihen abgesetzt wurde und die französischen Maquisarden im Périgord unterstützte; hierfür wurde er später mit dem Croix de guerre ausgezeichnet.
In den folgenden Jahrzehnten arbeitete er als Journalist. Von 1945 bis 1958 schrieb er gemeinsam mit seinem Bruder Joseph Alsop jeden zweiten Tag die innenpolitische Kolumne Matter of Fact für die New York Herald Tribune, die bald auch von weiteren Zeitungen im Land nachgedruckt wurde. Politisch waren die beiden Brüder konservativ geprägt und standen der Republikanischen Partei nahe. Von 1962 bis 1968 war Alsop Redakteur der Saturday Evening Post, anschließend schrieb er von 1968 bis 1974 wöchentlich eine Kolumne für Newsweek.

## Werke
- (mit Thomas Braiden): Sub Rosa : The O.S.S. and American Espionage.
- (mit Joseph Alsop): We Accuse! The Story of the Miscarriage of American Justice in the Case of J. Robert Oppenheimer (1954)
- (mit Joseph Alsop): The Reporter's Trade (1958, with Joseph Alsop)
- Nixon & Rockefeller: A Double Portrait (1960)
- The Center: People and Power in Political Washington (1968)
- Stay of Execution: A Sort of Memoir (1973)

## Sekundärliteratur
- Robert W. Merry: Taking on the World: Joseph and Stewart Alsop, Guardians of the American Century. Viking, New York 1996, ISBN 0-670-83868-3.

| Personendaten    | Personendaten             |
| ---------------- | ------------------------- |
| NAME             | Alsop, Stewart            |
| KURZBESCHREIBUNG | amerikanischer Journalist |
| GEBURTSDATUM     | 17. Mai 1914              |
| GEBURTSORT       | Avon, Connecticut         |
| STERBEDATUM      | 26. Mai 1974              |
| STERBEORT        | Bethesda, Maryland        |